# Дмитриченко, Олег Сергеевич
Олег Сергеевич Дмитриченко (Пустой шаблон {{ВД-Преамбула}} ) — российский игрок в настольный хоккей, чемпион мира 2011.

## Карьера
Настольным хоккеем увлёкся в 2007 году благодаря передаче, выходившей на 7ТВ, но участвовать в турнирах первое время не решался. Дебютировал в рамках «Пиратского кубка» в сентябре 2008 года. Всего через месяц, 19 октября, совершил свой первый выезд в Москву на 1-й этап открытого чемпионата России 2008/09, где занял 78-е место среди 116 участников.
Уровень игры Дмитриченко характеризовался необычайно быстрым ростом. Так, в декабре 2009 года, дебютировавший чуть больше года назад Дмитриченко, пробился в 1/4 финала престижного турнира Кубок Риги. В сезоне 2010/11 он стал победителем трёх из шести этапов открытого чемпионата России, однако по итогам всего сезона занял второе место, уступив чемпионство Янису Галузо.
По результатам сезона, Дмитриченко вошёл в состав сборной России для участия в чемпионате мира 2011 года в финском Турку. Успешно преодолев групповой этап, вышел в 1/8 финала, где со счётом 4:1 по партиям переиграл Максима Борисова. В четвертьфинале со счётом 4:2 выиграл у финна Ахти Лампи, а в полуфинале со счётом 4:3 победил Яниса Галузо. Соперником Дмитриченко в финальном противостоянии стал двукратный чемпион мира Рони Нуттунен, для которого турнир в Турку являлся «домашним». Финал завершился победой российского игрока со счётом 4:2. 16-летний на момент проведения турнира Дмитриченко стал первым российским игроком, выигравшем чемпионат мира в индивидуальном зачёте. Помимо основного зачёта, он также выступил в юношеском разряде, в котором, однако, уступил победу Максиму Борисову, и стал чемпионом мира в командном зачёте.
В том же 2011 году Дмитриченко стал победителем турниров Хельсинки оупен, Санкт-Петербург оупен и Кубок Риги. В марте 2012 года стал победителем проходившего на «Арене Мытищи» «Moscow Region Cup – Atlant – 2012», забрав главный приз в размере 3,5 тысяч долларов. Также по итогам сезона 2011/12 стал победителем мирового тура. При этом, начиная с 2012 года Дмитриченко резко сократил свою турнирную активность и фактически завершил карьеру в 2014. Его последним индивидуальным турниром стал проходивший в марте 2014 года Moscow Open, на котором он занял лишь 33-е место.
В 2019 году дал видеоинтервью президенту Российской федерации настольного хоккея Алексею Титову, где, в частности, подтвердил, что не заинтересован в возвращении в настольный хоккей.

## Достижения

### Личные
- Чемпион мира: 2011
- Победитель мирового тура: 2011/12
- Серебряный призёр чемпионата России: 2010/11
- Бронзовый призёр чемпионата России: 2011/12
- Серебряный призёр Кубка России: 2010/11
- Победитель «Атлант — Кубка Москвы»: 2012
- Победитель Кубка Риги: 2011
- Победитель Хельсинки оупен: 2011
- Победитель Санкт-Петербург оупен: 2011/12
- Победитель Кубка Курска: 2011
- Финалист чемпионата мира среди юношей: 2011

### Командные
Сборная России
- Чемпион мира: 2011

«Пирамида»
- Чемпион России: 2011
- Серебряный призёр: 2009

«Галактика»
- Бронзовый призёр ЧР: 2012
- Серебряный призёр клубного ЧМ: 2012

«АИИ Цитрус-Арт»
- Серебряный призёр ЧР: 2013
- Серебряный призёр клубного ЧМ: 2014